# 中国诗词大会
中国诗词大会是中国中央电视台综合频道于2016年起开播的大型季播文化节目，是中央电视台原创并制作播出的第四部汉语文化节目，现已制作9季，截止第9季结束共播出92集（其中第3季另有一集七夕专场，第5季另有一集中秋专场）。节目的前4季主持人是董卿，第5季起为龙洋，點評嘉賓有蒙曼、康震、郦波、王立群、杨雨。

## 节目形式

### 第一季至第五季

#### 第一部分
参赛选手(第一季為5位，第二季起改為4位)与另外100位参赛选手（节目称“百人团”）回答一组关于中国古诗词的问题，百人团的100位参赛者有10秒（对上下句题30秒）时间回答每道问题，每有1人答错记1分。选手回答正确则获得相应分数，错误则不得分并终止答题，最後得分最高的1位进入第二部分。
5(或4)位参赛者是前一集百人团中成绩排名第2至6(或5)位的参赛者。
第三季節目將百人团選手分為四個隊，分別為：少兒團、青年團、百行團、家庭團，並在後台增設40人的「預備團」。

##### 题型
- 识别诗（词）句题。从一组9个汉字中识别一句五言诗（词）句，或从一组12个汉字中识别一局七言诗（词）句。题目中有若干音近或形似的干扰汉字。

例题：请从下列汉字中识别出一句五言诗句。（在坡山何载破囹河国）答案是：国破山河在（唐·杜甫《春望》）。
- 填字题。题目中的诗（词）句缺一个汉字，从五个形似的汉字中选出正确填入空格中的汉字（百人团）或写出这个汉字（参赛者）。这个汉字可能是很容易读错、写错或具有推敲意义的汉字。

例题：填字题：随意春（？）歇，王孙自可留。（唐·王维《山居秋暝》）答案是：芳。
- 对上（下）句题。对出所给的诗（词）句的上（下）一（或两）句。

例题：（？），不教胡马度阴山。（唐·王昌龄《出塞》）答案是：但使龙城飞将在。
- 单项选择题。题目涉及诗句中的错别字、推敲、文化常识、诗句意象等内容。
- 划去错误项。是填字题的变形，提供的2句诗句仅一字之差，需要在触摸屏上划掉错误的一句。这个字是很容易记错、写错或者具有推敲意义的汉字。
- 对号入座。将题目中的3个提示和3个选项逐一配对。

##### 绝地反击
绝地反击是中国诗词大会第四季新增的环节。如果选手在第一部分答题过程中出错，可在“横扫千军”、“出口成诗”、“你说我猜”三种方式中随机选择一种方式进行自救。自救成功者将继续答题，失败者则终止比赛。
- 横扫千军：选手须和12名百人团选手对抗飞花令，说不出诗句者即为失败。
- 出口成诗：选手须在150秒的时间内说出与大屏幕上12个关键词相关的12联诗句。
- 你说我猜：选手指定一名点评嘉宾，须在180秒的时间内和点评嘉宾一起搭档完成题目，其中有两次“过”的机会。

#### 第二部分
第二季第二期開始，第一部分中胜出的参赛者和百人团中成绩最佳的1位轮流回答出带有指定的同一个字的一联（两句）诗（词）句，回答正确则交由对方继续回答，回答错误、重复或卡壳超过10秒则本人被淘汰，胜出者在下一部分与前一集的擂主争夺本集的擂主。
在第三季节目中，这个部分改成了三回合两胜的设计，其中包括两回合“飞花令”和一回合诗句接龙。在诗句接龙中，参赛者需用前一位参赛者说出的诗（词）句的最后一个字作为答案的第一个字，说出一句诗（词）句。可以使用这个字的同形多音字或同音异形字。第一句诗（词）句由主持人给出。一旦回答错误、重复或卡壳超过10秒，则该参赛者判为失败。第四季新设置“超级飞花令”，要求参赛者轮流说出带有一个指定汉字和一个特定词性的词语（如数字、颜色、地名等）或者两个指定汉字（特定词性的词语）的诗句，两个字（词）出现的顺序没有限制。同样，回答错误、重复或卡壳超过10秒则判定为失败。
第五季节目中的“超级飞花令”规则是：给出一个指定的汉字（关键字）和28个备选的汉字。两位参赛者需依次从28个汉字中选择一个，并说出同时带有所选汉字和关键字的诗句，两个字出现的顺序不拘。同样，回答错误、重复或卡壳超过10秒则判定为失败。如果一组题回答完毕，则换一组新题重新开始。
- 例题一：轮流回答出带有“春”的诗句。
  1. 参赛者甲可以回答：“春眠不觉晓，处处闻啼鸟。”（唐·孟浩然《春晓》）
  2. 参赛者乙接着回答：“无意苦争春，一任群芳妒。零落成泥碾作尘，只有香如故。”（南宋·陆游《卜算子·咏梅》）
  3. 参赛者甲繼續回答：“東風不與周郎便，銅雀春深鎖二喬。”（唐·杜牧《赤壁》）……如此往复，直到一方无法作答为止。
- 例题二：轮流回答出带有“月”和数字的诗句。
  1. 参赛者甲可以回答：“毕竟西湖六月中，风光不与四时同。”（南宋·杨万里《晓出净慈寺送林子方（其二）》）
  2. 参赛者乙接着回答：“举杯邀明月，对影成三人。”（唐·李白《月下独酌》）
  3. 参赛者甲继续回答：“待到秋来九月八，我花开后百花杀。”（唐·黄巢《不第后赋菊》）……

如此往复，直至一方无法作答为止。

#### 第三部分
胜出的参赛者与前一集的擂主进行9题5胜的抢答赛。答对自己加1分，答错对方加1分，率先获得5分者成为當期擂主。

### 第六季
每期節目一開始進行「大浪淘沙(四道選擇題)」決出該期上場的4位選手，4人通過「兩兩對抗賽」、「個人追逐賽」、「攻擂資格爭奪賽」、「擂主爭霸賽」4個環節的比拚，決出每期擂主。

### 第七季
每期節目一開始通過「大浪淘沙」產生8名上場選手，8名選手組成兩支戰隊，通過「兩兩對抗賽」、「畫中有詩」、「詩詞接龍」比拚，獲勝隊伍通過「有無飛花令」方式進行菁英賽選拔，最後獲勝的選手將有機會代表團隊進入總決賽的巔峰對決。

### 第八季
每期節目一開始通過「大浪淘沙」產生8名上場選手，8名選手組成兩支戰隊，通過「詩詞對抗賽」(包含情景共答題、對抗搶答題、外景共答題、千人千問四個環節)、「畫中有詩」、「飛花令車輪戰」比拚，獲勝隊伍每人獲得一個金徽章，個人分數最高者再獲一個金徽章。最后金徽章数量排名前六的选手将有机会进入总决赛的巅峰对决。

### 第九季
每期節目一開始通過「大浪淘沙」產生8名上場選手，8名選手組成兩支戰隊，通過「詩詞對抗賽」(包含情景共答題、對抗搶答題、外景共答題、千人千問四個環節)、「畫中有詩」、「飛花令車輪戰」比拚，獲勝隊伍的选手将有机会代表团队进入总决赛的巅峰对决。

## 播出信息

### 第一季
| 期数   | 首播日期 | 挑战者                                                                  | 擂主争霸赛       | 获胜   |
| ------ | -------- | ----------------------------------------------------------------------- | ---------------- | ------ |
| 第一期 | 20160212 | 李尚容（113）、大卫（67）、曾颖（84）、彭超（189）、夏昆（160）         | 陈更 VS 彭超     | 彭超   |
| 第二期 | 20160219 | 王天博（124）、薛玉涵（192）、刘永恒（74）、李子琳（217）、王纪波（0）  | 彭超 VS 李子琳   | 李子琳 |
| 第三期 | 20160226 | 单计环（90）、顾世宝（166）、吴空（126）、祝溥程（75）、李四维（172）   | 李子琳 VS 李四维 | 李四维 |
| 第四期 | 20160304 | 姜连杰（137）、林於明（73）、俞蒙蒙（0）、葛勇军（0）、陈更（174）      | 陈更 VS 李四维   | 李四维 |
| 第五期 | 20160311 | 宋浩（64）、王泽南（112）、夏昆（291）、王欢（0）、石继航（0）          | 李四维 VS 夏昆   | 夏昆   |
| 第六期 | 20160318 | 王纪波（145）、刘永恒（203）、陈更（125）、顾世宝（66）、裘江（218）    | 夏昆 VS 裘江     | 裘江   |
| 第七期 | 20160325 | 薛玉涵（273）、王红利（224）、吴空（281）、石继航（227）、王泽南（231） | 裘江 VS 李子琳   | 李子琳 |
| 第八期 | 20160401 | 薛玉涵（273）、王红利（224）、吴空（281）、石继航（227）、王泽南（231） | 吴空 VS 李子琳   | 李子琳 |
| 第九期 | 20160408 | 王纪波（222）、李四维（286）、罗晶（0）、郝彧（81）、祝溥程（321）      | 祝溥程 VS 李子琳 | 李子琳 |
| 总决赛 | 20160415 | 殷怡航（234）、王天博（210）、朱文浩（153）、俞蒙蒙（***）、夏昆（126） | 李子琳 VS 殷怡航 | 殷怡航 |

### 第二季
| 期数   | 首播日期 | 挑战者                                                      | 攻擂资格争霸赛   | 擂主争霸赛       | 获胜   |
| ------ | -------- | ----------------------------------------------------------- | ---------------- | ---------------- | ------ |
| 第一期 | 20170129 | 冯子一（27）、扎西才让（124）、张超凡（129）、刘泽宇（266） |                  | 刘泽宇 VS 彭敏   | 彭敏   |
| 第二期 | 20170130 | 陈更（246）、李浩源（238）、姜闻页（223）、孙东辉（242）    | 时秀元 VS 陈更   | 彭敏 VS 陈更     | 陈更   |
| 第三期 | 20170131 | 叶飞（191）、张淼淼（237）、朱捷（156）、王子龙（158）      | 王婷婷 VS 张淼淼 | 张淼淼 VS 陈更   | 陈更   |
| 第四期 | 20170201 | 闪帅（59）、弋锒（160）、武亦姝（308）、毕凯（167）         | 陈思婷 VS 武亦姝 | 陈更 VS 武亦姝   | 武亦姝 |
| 第五期 | 20170202 | 肖如梦（138）、曹羽（71）、朱捷（136）、王若西（93）        | 肖如梦 VS 李宜幸 | 武亦姝 VS 李宜幸 | 李宜幸 |
| 第六期 | 20170203 | 王冬妍（212）、施勍（99）、范琦（225）、陈更（234）         | 孙东辉 VS 陈更   | 李宜幸 VS 陈更   | 陈更   |
| 第七期 | 20170204 | 王轶隆（38）、侯尤雯（202）、王越彤（167）、陈思婷（245）   | 陈思婷 VS 彭敏   | 陈更 VS 彭敏     | 彭敏   |
| 第八期 | 20170205 | 张勤（128）、罗墨轩（240）、牛丽珍（0）、武亦姝（92）       | 罗墨轩 VS 彭红宾 | 彭红宾 VS 彭敏   | 彭敏   |
| 第九期 | 20170206 | 张欣未（118）、白茹云（285）、王冬妍（0）、姜闻页（293）    | 姜闻页 VS 张淼淼 | 张淼淼 VS 彭敏   | 彭敏   |
| 总决赛 | 20170207 | 张淼淼（216）、武亦姝（317）、李宜幸（84）、陈更（306）     | 王子龙 VS 武亦姝 | 彭敏 VS 武亦姝   | 武亦姝 |

### 第三季
| 期数   | 首播日期 | 挑战者                                                  | 攻擂资格争霸赛               | 擂主争霸赛       | 获胜   |
| ------ | -------- | ------------------------------------------------------- | ---------------------------- | ---------------- | ------ |
| 第一期 | 20180323 | 沈子杨（59）、朱琳（221）、曾子儒（66）、夏鸿鹏（167）  | 陈珏如 VS 彭敏               | 朱琳 VS 彭敏     | 彭敏   |
| 第二期 | 20180324 | 宋佩珊（100）、袁文杰（125）、杨清（127）、邓皓文（70） | 陈珏如 VS 杨清               | 杨清 VS 彭敏     | 彭敏   |
| 第三期 | 20180325 | 卿熙容（133）、张战锋（92）、李芸芸（94）、陈更（176）  | 符昕 VS 陈更                 | 陈更 VS 彭敏     | 彭敏   |
| 第四期 | 20180326 | 骆子愚（146）、李博（37）、吴与同（38）、雷海为（93）   | 骆子愚 VS 任自豪             | 彭敏 VS 任自豪   | 任自豪 |
| 第五期 | 20180327 | 符昕（9）、周游（130）、韩墨言（19）、卿熙容（37）      | 周游 VS 陈珏如               | 陈珏如 VS 任自豪 | 任自豪 |
| 第六期 | 20180328 | 张战锋（73）、张彬晨（163）、丁燕（63）、帅克（121）    | 张彬晨 VS 王天睿             | 王天睿 VS 任自豪 | 任自豪 |
| 第七期 | 20180329 | 张明旗（7）、韦度（121）、刘署（166）、李云虎（60）     | 李昊宸 VS 刘署               | 刘署 VS 任自豪   | 任自豪 |
| 第八期 | 20180330 | 朱虹（124）、帅克（32）、卿熙容（38）、畅欣（109）      | 朱虹 VS 王天睿               | 任自豪 VS 王天睿 | 王天睿 |
| 第九期 | 20180331 | 丁燕（13）、钱子昂（113）、雷海为（118）、陈更（36）    | 张战锋 VS 雷海为             | 王天睿 VS 雷海为 | 雷海为 |
| 总决赛 | 20180404 | 任自豪（127）、王天睿（236）、陈珏如（0）、彭敏（166）  | 任自豪、王天睿、彭敏、韩墨言 | 彭敏 VS 雷海为   | 雷海为 |

### 第四季
| 期数   | 首播日期 | 挑战者                                                  | 攻擂资格争霸赛             | 擂主争霸赛       | 获胜   |
| ------ | -------- | ------------------------------------------------------- | -------------------------- | ---------------- | ------ |
| 第一期 | 20190205 | 张益铭（111）、大卫（158）、杜禹颉 （45）、赵华（48）   | 邓雅文 VS 肖异瑶           | 大卫 VS 邓雅文   | 邓雅文 |
| 第二期 | 20190206 | 朱彤（188）、李厉行（49）、翁馨（92）、仝礼允（0）      | 朱彤 VS 陈更               | 朱彤 VS 邓雅文   | 邓雅文 |
| 第三期 | 20190207 | 孙晓靖（139）、陈曦骏（73）、肖旭（87）、钟思婕（154）  | 钟思婕 VS 敬其璋           | 敬其璋 VS 邓雅文 | 邓雅文 |
| 第四期 | 20190208 | 孙博（177）、程丝语（157）、马思涵（75）、曹雪莲（88）  | 孙博 VS 胡艳琴             | 胡艳琴 VS 邓雅文 | 邓雅文 |
| 第五期 | 20190209 | 靳舒馨（185）、宋红日（39）、陈更（126）、夏鸿鹏（152） | 靳舒馨 VS 陆浩骞           | 靳舒馨 VS 邓雅文 | 靳舒馨 |
| 第六期 | 20190210 | 王家伟（121）、刘译煊（90）、陈滢（135）、史成林（98）  | 陈滢 VS 仝礼允             | 陈滢 VS 靳舒馨   | 靳舒馨 |
| 第七期 | 20190211 | 郑贵阳（130）、李宇泽（56）、张沛然（26）、张鑫（85）   | 郑贵阳 VS 李世昊           | 郑贵阳 VS 靳舒馨 | 靳舒馨 |
| 第八期 | 20190212 | 朱丹（0）、孙晓靖（123）、陈滢（89）、陈曦骏（76）      | 孙晓靖 VS 王安周           | 孙晓靖 VS 靳舒馨 | 孙晓靖 |
| 第九期 | 20190213 | 杜禹颉（43）、田大地（105）、陈更（106）、马保利（67）  | 陈更 VS 朱彤               | 陈更 VS 孙晓靖   | 孙晓靖 |
| 总决赛 | 20190214 | 邓雅文（77）、陈滢（102）、陈更（184）、靳舒馨（136）   | 陈更、靳舒馨、陈滢、胡艳琴 | 陈更 VS 孙晓靖   | 陈更   |

### 第五季
| 期数   | 首播日期 | 挑战者                                                    | 攻擂资格争霸赛   | 擂主争霸赛       | 获胜   |
| ------ | -------- | --------------------------------------------------------- | ---------------- | ---------------- | ------ |
| 第一期 | 20200128 | 王恒屹（144）、刘敏华（109）、石昊霖（27）、张汇林（157） | 秦鹏 VS 彭敏     | 张汇林 VS 彭敏   | 彭敏   |
| 第二期 | 20200129 | 李晶（130）、陈天睿（91）、姜怡伶（62）、吕金阳（82）     | 熊隽 VS 李晶     | 熊隽 VS 彭敏     | 彭敏   |
| 第三期 | 20200130 | 吴雨曼（153）、杨燕（0）、宋明糠（119）、杨欣蓓（58）     | 向芝谊VS 吴雨曼  | 向芝谊 VS 彭敏   | 彭敏   |
| 第四期 | 20200131 | 郑坤健（70）、阿古达木（15）、梅瑞泽（63）、翁智平（38）  | 陈天睿 VS 郑坤健 | 郑坤健 VS 彭敏   | 郑坤健 |
| 第五期 | 20200203 | 任多（137）、陈籽妍（77）、孙佳慧（94）、文世宝（67）     | 芦冰 VS 任多     | 芦冰 VS 郑坤健   | 郑坤健 |
| 第六期 | 20200204 | 向芝谊（38）、温靖宸（17）、郭晓澄（105）、李巍（50）     | 于水 VS 郭晓澄   | 郭晓澄 VS 郑坤健 | 郑坤健 |
| 第七期 | 20200205 | 卢中原（71）、周胤好（76）、宋明糠（23）、于淼（69）      | 姜怡伶 VS 周胤好 | 姜怡伶 VS 郑坤健 | 郑坤健 |
| 第八期 | 20200206 | 李庭葳（56）、章年年（35）、韩亚轩（108）、梁晏齐（99）   | 刘偌溪 VS 韩亚轩 | 韩亚轩 VS 郑坤健 | 韩亚轩 |
| 第九期 | 20200207 | 彭敏（60）、姜璐亚（16）、田涵辰（151）、郭绍森（69）     | 张汇林 VS 田涵辰 | 田涵辰 VS 韩亚轩 | 韩亚轩 |
| 总决赛 | 20200209 |                                                           |                  | 彭敏 VS 韩亚轩   | 彭敏   |

### 第六季
| 期数   | 首播日期 | 挑战者 | 攻擂资格争霸赛 | 擂主争霸赛       | 获胜   |
| ------ | -------- | ------ | -------------- | ---------------- | ------ |
| 第一期 | 20210213 |        |                | 黃嘉晨 vs 李佰聪 | 李佰聪 |
| 第二期 | 20210306 |        |                | 陳燕 vs 李佰聪   | 李佰聪 |
| 第三期 | 20210313 |        |                | 彭天宇 vs 李佰聪 | 李佰聪 |
| 第四期 | 20210320 |        |                | 向芝谊 vs 李佰聪 | 向芝谊 |
| 第五期 | 20210327 |        |                | 黄嘉伟 vs 向芝谊 | 黄嘉伟 |
| 第六期 | 20210403 |        |                | 王皓 vs 黄嘉伟   | 黄嘉伟 |
| 第七期 | 20210410 |        |                | 周胤好 vs 黄嘉伟 | 周胤好 |
| 第八期 | 20210417 |        |                | 杨宗郁 vs 周胤好 | 杨宗郁 |
| 第九期 | 20210424 |        |                | 陈曦骏 vs 杨宗郁 | 陈曦骏 |
| 第十期 | 20210501 |        |                | 陈曦骏 vs 向芝谊 | 陈曦骏 |

### 第七季
| 期数   | 首播日期 | 隊伍                                     | 勝出隊伍   | 获胜隊代表 |
| ------ | -------- | ---------------------------------------- | ---------- | ---------- |
| 第一期 | 20220204 | 猛虎队、腾龙队                           | 猛虎队     | 周泽       |
| 第二期 | 20220306 | 破阵子队、鹤冲天队                       | 破阵子队   | 姜震       |
| 第三期 | 20220307 | 火焰山队、芭蕉扇队                       | 火焰山队   | 王军       |
| 第四期 | 20220308 | 相见欢队、蝶恋花队                       | 相见欢队   | 洪嘉敏     |
| 第五期 | 20220309 | 常青队、硕果队                           | 硕果队     | 徐绍庭     |
| 第六期 | 20220310 | 觅知音队、万壑松队                       | 觅知音队   | 宫晨祎     |
| 第七期 | 20220311 | 天宫队、蛟龙队                           | 蛟龙队     | 许艺萱     |
| 第八期 | 20220312 | 金樽清酒队、红泥火炉队                   | 金樽清酒队 | 滕凯枫     |
| 第九期 | 20220313 | 定風波隊、大風歌隊                       | 大風歌隊   | 卢明哲     |
| 第十期 | 20220314 | 周泽、王军、许艺萱、宫晨祎、滕凯枫、姜震 |            | 姜震       |

### 第八季
| 期数   | 首播日期 | 隊伍                                                                                  | 勝出隊伍 | 表現最佳者 |
| ------ | -------- | ------------------------------------------------------------------------------------- | -------- | ---------- |
| 第一期 | 20230125 | 相見歡队〔崔思敏、肖然、羅选疆、田大地〕、滿庭芳队〔張雨萌、劉寰宇、彭博、安東〕      | 相見歡队 | 田大地     |
| 第二期 | 20230126 | 摸魚兒隊〔謝雅丹、周欣童、馬保利、白世義〕、采桑子隊〔闫宸菲、任子瀟、謝其睿、周冲〕  | 摸魚兒隊 | 馬保利     |
| 第三期 | 20230127 | 烈火隊〔劉睿清、楊同宇、廖珮盛、張志剛〕、金剛隊〔王禹滕、許輝、李文鵬、谷建霖〕      | 金剛隊   | 許輝       |
| 第四期 | 20230128 | 月亮隊〔孟維澤、李政、田大地、戴行鋒〕、太陽隊〔黃澤、向芝誼、馬端林夕、于淼〕        | 太陽隊   | 向芝誼     |
| 第五期 | 20230129 | 春風隊〔徐書元、許輝、肖然、高鶴鳴〕、桃李隊〔謝雅丹、戴行鋒、劉曉暉、朱彥軍〕        | 桃李隊   | 朱彥軍     |
| 第六期 | 20230130 | 黃河隊〔崔思敏、尹鵬、馬保利、周文倩〕、長江隊〔楚炎坤、李美嬌、楊鎧澤、趙若桐〕      | 黃河隊   | 馬保利     |
| 第七期 | 20230131 | 朝朝隊〔羅瀾心、婁澤宇、朱彥愷、張团麗〕、暮暮隊〔雷迅、馬藝軒、崔文靜、高鶴鳴〕      | 暮暮隊   | 朱彥愷     |
| 第八期 | 20230201 | 浪淘沙隊〔劉宇淇、李子葉、谷建霖、田大地〕、沁園春隊 〔穆融、陽潤娜、趙旭良、馬保利〕 | 沁園春隊 | 馬保利     |
| 第九期 | 20230202 | 歲歲隊〔成思鑠、李浩鵬、于海生、朱彥軍〕、年年隊〔謝雅丹、向芝誼、朱廣輝、戴行鋒〕    | 歲歲隊   | 于海生     |
| 第十期 | 20230203 | 馬保利、朱彥軍、田大地、許輝、謝雅丹、向芝誼                                          |          | 馬保利     |

### 第九季
| 期数   | 首播日期 | 隊伍                                                                                          | 勝出隊伍   |
| ------ | -------- | --------------------------------------------------------------------------------------------- | ---------- |
| 第一期 | 20240310 | 万紫千红队〔张辰逸、李柯霆、王同岁、石慧〕、春风得意队〔萧宇翔、刘亦菲、黄丽洁、陈秋实〕      | 万紫千红队 |
| 第二期 | 20240317 | 满江红队〔黄有之、姜艺、甄瑞、李鹏伟〕、青玉案队〔何坤宇、莫尚辰、申昊、张可儿〕              | 青玉案队   |
| 第三期 | 20240323 | 破阵子队〔沙雨宸、李如愚、申昊、范佳鹏〕、定风波队〔萧宇翔、蔡永烨、张淑文、李鹏伟〕          | 破阵子队   |
| 第四期 | 20240330 | 醉花阴队〔谢昭雨橦、李如愚、文永强、韦晶莹〕、渔家傲队〔吴子晴、王晨皓、李少华、肖军〕        | 渔家傲队   |
| 第五期 | 20240406 | 追月队〔吴子晴、王晨皓、李典、陈秋实〕、飞天队〔龙佳彤、木乃约热、孙兴、崔艺晗〕              | 追月队     |
| 第六期 | 20240413 | 春草绿队〔姜敬曦、王晨皓、杨云、阿亚拉·木拉提〕、稻花香队〔张皓宁、张歌窈、杨海军、赵盛旭〕   | 稻花香队   |
| 第七期 | 20240420 | 小重山队〔王梓衣、范知航、郭雅茹、韦晶莹〕、西江月队〔张亦驰、万金好、孙造峰、胡佳杰〕        | 小重山队   |
| 第八期 | 20240427 | 花千树队〔姜敬曦、王一尭、刘诗蕾、陈秋实〕、星如雨队〔何坤宇、张澎萱、申昊、罗忠臣〕          | 星如雨队   |
| 第九期 | 20240511 | 金风队〔谢昭雨橦、刘乐、孙思、李鹏伟〕、玉露队〔艾拜杜拉·麦麦提图尔荪、蔡镇泽、丁鹏、张筠涵〕 | 金风队     |
| 第十期 | 20240518 | 申昊、陈秋实、李鹏伟、王晨皓、吴子晴、何坤宇                                                  | 申昊       |

## 比賽結果
| 季次  | 冠軍   | 亞軍   |
| ----- | ------ | ------ |
| 第1季 | 殷怡航 | 李子琳 |
| 第2季 | 武亦姝 | 彭敏   |
| 第3季 | 雷海為 | 彭敏   |
| 第4季 | 陈更   | 孙晓婧 |
| 第5季 | 彭敏   | 韩亚轩 |
| 第6季 | 陈曦骏 | 向芝谊 |
| 第7季 | 姜震   | 滕凯枫 |
| 第8季 | 馬保利 | 朱彥軍 |
| 第9季 | 申昊   | 何坤宇 |

## 评价
《中国诗词大会》的开播普遍获得了中国大陆舆论的正面评价。
- 《广州日报》在该节目第四季播出后评论称，《中国诗词大会》在春节假期再掀“诗词热”，节目中嘉宾的妙语连珠、赛制的改动升级和“擂主”的归属等，都让诗词爱好者们感受很深，“诗词就是生活，嘉宾们对诗意的解读让我获益匪浅”。[2]
- 《人民日报》在评价包括中国诗词大会在内的一系列文化节目时说，传统文化节目以综艺形式打通优秀传统文化与大众的隔膜，不仅可行，而且具有强大生命力。丰富的中华优秀传统文化资源，是大众文化不可或缺的源头活水；优秀传统文化的创造性转化和创新性发展也需要大众文化来有效传播，借由大众文化这一关键路径，让传统走出博物馆和古籍著作，活在人们心中，让人们受到滋养和浸润。[3]